# لن ينته الأمر حتى تغني السيدة البدينة

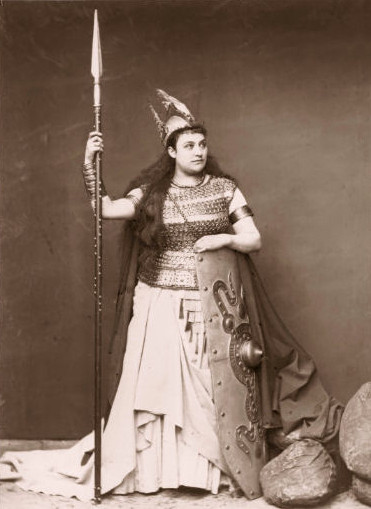
صورة من الادب العالمي

لن ينته الأمر حتى تغني السيدة البدينة (بالإنجليزية: It ain't over till the fat lady sings)‏ ضرب مثل عامي يفيد بأن لا ينبغي للمرء أن يدعي معرفة نتيجة حدث لم ينتهي بعد. يستخدم بشكل كبير في المسابقات الرياضية.